# Гвенон де Браза
Гвенон де Браза още бразова морска котка (Cercopithecus neglectus) е вид бозайник от семейство Коткоподобни маймуни (Cercopithecidae).

## Разпространение
Видът е разпространен в Ангола, Габон, Демократична република Конго, Екваториална Гвинея, Етиопия, Камерун, Кения, Уганда, Централноафриканска република и Южен Судан.